# گنج‌یابی

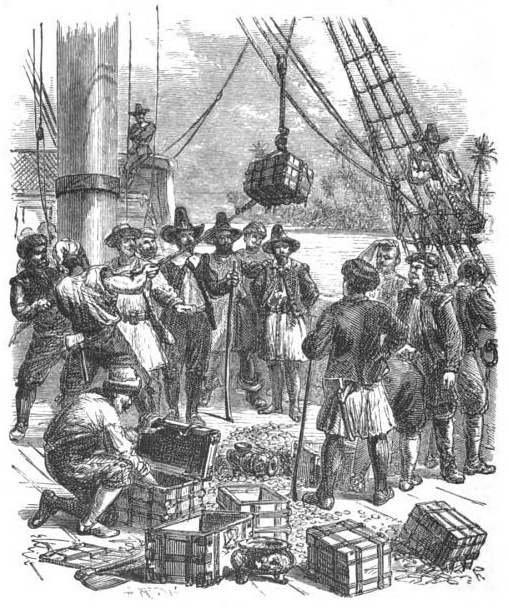
شکارچی گنج اهل ماساچوست ویلیام فیپس در حال برداشت گنج از یک کشتی غرق‌شدهٔ اسپانیایی در سال ۱۶۸۷

گنج‌یابی یا شکار گنج، به معنای جست‌وجوی فیزیکی برای گنج است. برای مثال، شکارچیان گنج سعی می‌کنند کشتی‌های غرق‌شده را پیدا کنند و آثار باارزش را از آن‌ها بازیابی کنند. صنعت گنج‌یابی عموماً از بازار آثار باستانی تغذیه می‌شود.
عمل گنج‌یابی می‌تواند با چالش‌هایی همراه باشد، زیرا مکان‌هایی مانند کشتی‌های غرق‌شده یا آثار فرهنگی ممکن است توسط قوانین ملی یا بین‌المللی مربوط به مالکیت دارایی، نجات دریایی، کشتی‌های دولتی، مقررات غواصی تجاری، حفاظت از میراث فرهنگی و کنترل تجارت محافظت شوند.
گنج‌یابی همچنین می‌تواند به جغراگنج‌بازی اشاره داشته باشد، ورزشی که در آن شرکت‌کنندگان از دستگاه‌های جی‌پی‌اس برای یافتن اسباب‌بازی‌ها یا اشیاء مخفی‌شده یا بازی‌های مختلف گنج‌یابی استفاده می‌کنند.

## پیشینه

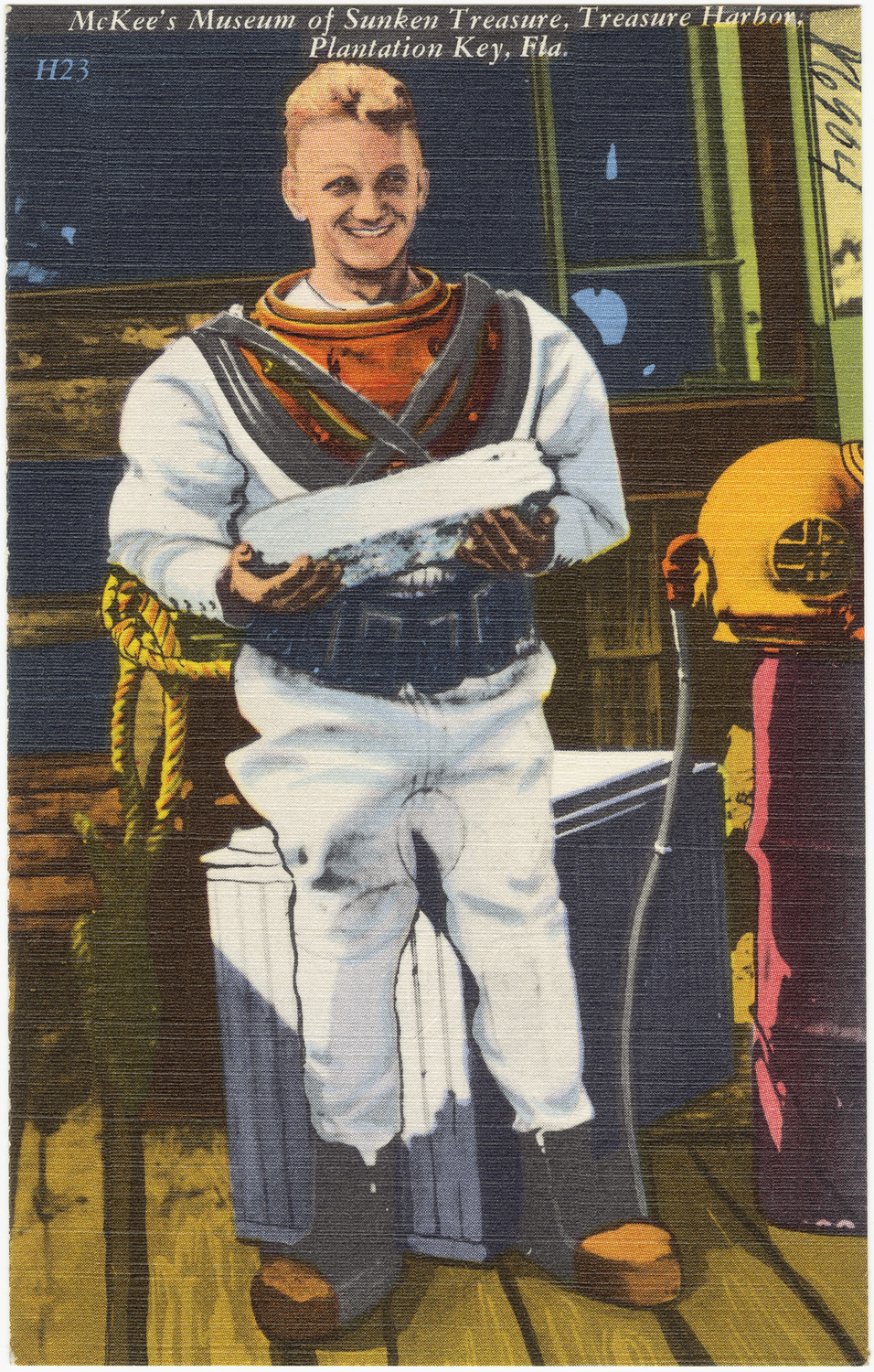
موزهٔ گنج غرق‌شدهٔ مک‌کی، فلوریدا

در سال ۱۶۴۳، ویلیام فیپس شکارچی گنج از ماساچوست، یک کشتی اسپانیایی غرق‌شده را که در سال ۱۵۹۹ در سیلور بَنک غرق شده بود، بازیابی کرد. ارزش کل گنجینه‌های به‌دست آمده، ۲۰۵۵۳۶ پوند بود.
کشتی Nuestra Señora de Atocha در سال ۱۶۲۲ هاوانا را به مقصد اسپانیا ترک کرد و در طول این سفر غرق شد. مل فیشر، شکارچی گنج آمریکایی و خدمه‌اش، شانزده سال را صرف جست‌وجوی این کشتی غرق‌شده کردند. سه شمش نقره در سال ۱۹۷۳، پنج توپ برنزی در سال ۱۹۷۵ و در سال ۱۹۸۰، یک بدنهٔ چوبی با سنگ‌های بالاست، گلوله‌های توپ آهنی و آثار باستانی مربوط به اسپانیای سدهٔ هفدهم نیز پیدا شد که محل غرق شدن را تأیید می‌کرد.
کشتی اس‌اس سنترال آمریکا پس از برخورد با چرخند در سواحل کارولینا در سال ۱۸۵۷ غرق شد. در سال ۱۹۸۷، توماس جی. تامپسون مکان کشتی را کشف کرد. یک زهپاد، بیش از چهل میلیون دلار طلا از این کشتی غرق‌شده را به سطح آب آورد.
کشتی اس‌اس لارنتیک در سفری از لیورپول به هالیفاکس در سال ۱۹۱۷، با یک مین برخورد کرد و با محمولهٔ طلا به ارزش پنج میلیون پوند غرق شد. کاستل دامانت برای نجات کشتی توسط دریاسالاری بریتانیا منصوب شد. دامانت، با کمک جان هالدن، علت و روش پیشگیری از بیماری ناشی از کاهش ناگهانی فشار را کشف کرد که به آن‌ها اجازه می‌داد تا عمیق‌تر غواصی کنند. در طول هفت فصل، تمام شمش‌های طلا به جز ۲۵ شمش توسط دامانت و خدمه‌اش پیدا شد.
در سال ۲۰۰۲، اوام‌ئی برای یافتن اچ‌ام‌اس ساسکس که ۱۰ تن سکهٔ طلا را حمل می‌کرد، با دولت بریتانیا توافق کرد. این کشتی در سال ۱۶۹۴ در سواحل جبل‌الطارق غرق شده بود. در سال ۲۰۰۹، تری هربرت انگلیسی، انباری از فلزات طلا و نقرهٔ آنگلوساکسون‌ها را پیدا کرد که به آن انبار استافوردشایر می‌گفتند. در همان سال، دیوید بوث اسکاتلندی چهار گنجینهٔ طلا از سدهٔ نخست پیش از میلاد در استیرلینگ اسکاتلند پیدا کرد.

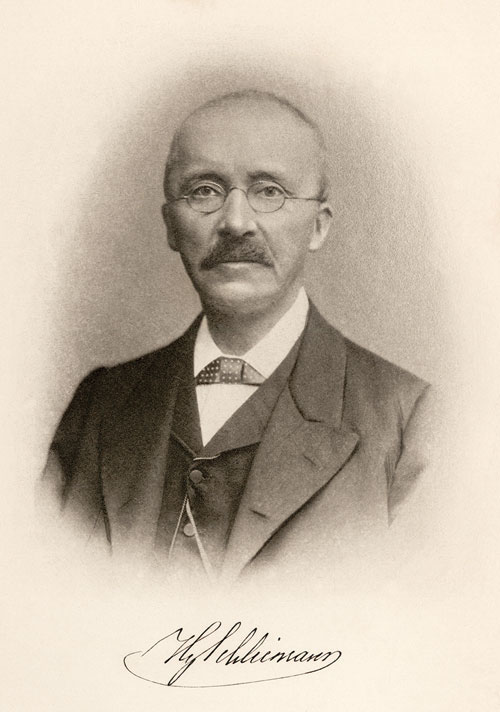
هاینریش شلیمان شکارچی گنج

اخیراً، بیشتر شکارچیان گنج، آغاز به‌کار در زیر آب کرده‌اند. اکنون فناوری‌های مدرن، امکان دسترسی به اشیاء قیمتی زیر آب را فراهم می‌کند که در گذشته غیرقابل دسترسی بودند. لباس غواصی و حرکت از طریق غواصی و سپس زهپادها باعث شده است که کشتی‌های غرق‌شدهٔ بیشتری در دسترس باشند که منجر به یافتن گنج‌های بسیاری شده است.

## گنج‌یاب‌های سرشناس
- مارتین بایرله کاشف آرام‌اس ریپابلیک در سال ۱۹۸۱.[۳]
- برنت بریزبن بنیان‌گذار ناوگان ۱۷۱۵.[۴]
- جان چترتون (کاشف کشتی دزدان دریایی جوزف بنسیستر پشم زرین)
- مل فیشر
- کرک گراهام، خبرنگار جنگ و نویسنده
- مایکل هچر
- رابرت اف. مارکس باستان‌شناس زیر آب
- خوان پونسه د لئون، جهان جدید را برای یافتن آب زندگانی جست‌وجو کرد.
- ئی. لی اسپنس، باستان‌شناس زیر آب یابندهٔ بقایای هانلی، اس‌اس اُزاما و اس‌اس جرجینا.
- فیلیپ مسترز، یابندهٔ انتقام ملکه آن، کشتی پرچم‌دار ریش‌سیاه در ۱۹۹۶.[۵]

## شرکت‌های سرشناس گنج‌یابی
- گروه اکتشاف کلمبوس-آمریکا
- اینترسال[۶]
- Lords Of Fortune LLC که مشغول بازیابی گنج تزار از کشتی گنج غرق‌شدهٔ معروف آرام‌اس ریپابلیک است.
- اوام‌ئی
- Shipwrecks, Inc. که در سال ۱۹۶۷ اجاره شد، نخستین مجوز صادرشده در کارولینای جنوبی را برای کار در اس‌اس جرجینا دریافت کرد.
- Treasure Salvors, Inc. که توسط مل فیشر تأسیس شد، در ژوئیهٔ ۱۹۸۵، کشتی غرق‌شدهٔ Nuestra Señora de Atocha و ذخایر آن از نقره، طلا و زمرد را یافت.[۷]